# Les Sept Châles de soie jaune
Pour plus de détails, voir Fiche technique et Distribution.
Les Sept Châles de soie jaune (Sette scialli di seta gialla) est un giallo italien sorti en 1972 et réalisé par Sergio Pastore.

## Synopsis
Paola, mannequin dans un atelier à Copenhague, est retrouvée morte alors qu'elle devait participer à un défilé de mode. Son petit ami Peter, un pianiste aveugle, croit d'abord à une mort accidentelle. Il découvre surpris que Paola avait reçu peu de temps avant de mourir un châle en cadeau. Ensuite, alors qu'une autre mannequin de l'atelier est également découverte morte, Peter décide de mener l'enquête. Sa piste le mène à un assassin qui imprègne de curare les griffes d'un chat agacé par un répulsif pour faire croire à la mort naturelle de ses victimes.

## Fiche technique
Sauf indication contraire, les informations mentionnées dans cette section peuvent être confirmées par la base de données cinématographiques IMDb,  présente dans la section « Liens externes ».
- Titre original : 7 scialli di seta gialla ou Sette scialli di seta gialla[1]
- Titre français : Les Sept Châles de soie jaune[2]
- Réalisateur : Sergio Pastore
- Scénario : Sandro Continenza, Giovanni Simonelli (it), Sergio Pastore
- Photographie : Guglielmo Mancori
- Montage : Vincenzo Tomassi (it)
- Musique : Manuel De Sica
- Effets spéciaux : Eugenio Ascani
- Décors : Alberto Boccianti (it)
- Costumes : Luciana Marinucci
- Trucages : Renzo Francioni
- Producteurs : Edmondo Amati (it), Maurizio Amati (it)
- Société de production : Capitolina Produzioni Cinematografiche
- Pays de production :  Italie
- Langue de tournage : italien
- Format : Couleur - 2,35:1 - Son mono - 35 mm
- Genre : Giallo
- Durée : 108 minutes
- Dates de sortie :	
  - Italie : 12 août 1972
  - Danemark : 26 décembre 1973
  - France : 1978

## Distribution
- Antonio de Teffè : Peter Oliver
- Sylva Koscina : Françoise Valley
- Giovanna Lenzi (sous le nom de « Jeannette Len ») : Susan
- Renato De Carmine (it) : Inspecteur Jansen
- Giacomo Rossi Stuart : Victor Valley
- Umberto Raho : Burton
- Annabella Incontrera : Helga Schurn
- Liliana Pavlo : Wendy Marshall
- Shirley Corrigan : Margot
- Romano Malaspina (it) : Harry
- Isabelle Marchall : Paola
- Imelde Marani : La fille dans le studio de Harry
- Lorenzo Piani : Un serveur à Hambourg
- Irio Fantini